# Cankarjev dom
Cankarjev dom, uradno Javni zavod Cankarjev dom, kulturni in kongresni center, je največje slovensko kulturno in kongresno središče. Nahaja se v Ljubljani in se imenuje po Ivanu Cankarju, enem največjih slovenskih književnikov. Zgradbo je načrtoval arhitekt Edo Ravnikar, postavljena pa je bila med letoma 1977 in 1982. Ima pet dvoran, poimenovane po vidnih slovenskih ustvarjalcih: skladatelju Jakobu Petelinu Gallusu (Gallusova dvorana), dramatiku Antonu Tomažu Linhartu (Linhartova dvorana), pesniku Srečku Kosovelu (Kosovelova dvorana), pisatelju Bojanu Štihu (Štihova dvorana) in igralki Duši Počkaj (Dvorana Duše Počkaj).
Cankarjev dom ima veliko vhodno avlo, v kateri se vrstijo različne prireditve: razstave, plesi, knjižni sejmi, karierni sejem in drugo. Na ploščadi pred zgradbo od leta 1982 stoji spomenik v obliki kocke, na kateri je upodobljen Ivan Cankar. Avtor spomenika je kipar Slavko Tihec.
Zemljišče Cankarjevega doma in Trga republike je do nacionalizacije leta 1960 pripadalo uršulinskemu samostanu v Ljubljani in so se na njem razprostirali vrtovi in nasadi sadnega drevja. Ob izkopavanju temeljev za sodobna poslopja Maksimarketa, stolpnice TR3, zgradbe Ljubljanske banke in Cankarjevega doma so delavci naleteli na številne ostanke rimske Emone, na kar opozarjajo z granitnimi kockami oblikovani tlorisi na ploščadi pred vhodom.

## Arhitektura
Cankarjev dom (1983) je zadnja stavba, ki je bila zgrajena na Trgu republike in eno najpomembnejših del Edvarda Ravnikarja. Arhitekt je stavbo zaradi obsežnega programa z različno velikimi gledališkimi, koncertnimi, kino- in kongresnimi dvoranami delno vkopal v teren. Tako se mu je posrečilo ohraniti prvotno kompozicijo in razmerja Trga revolucije, kot ga je načrtoval v natečajni zasnovi leta 1960. Večina dvoran je zato pod zemljo. Sosledje preddverij pred dvoranami v različnih etažah povezuje Cankarjev dom z nivoji Trga republike in okoliškimi ulicami. Velika sprejemna dvorana v pritličju – preddverje največje Gallusove dvorane – povezuje Trg republike in Prešernovo cesto, preddverje v prvi kletni etaži pa zgradbo s pasažo Maximarketa.
Stavbno telo je oblikovano razgibano, sledeč prostorski organizaciji notranjosti. Enotni fasadni ovoj iz belih plošč carrarskega marmorja daje stavbi umirjen in homogen videz. Poznavalci arhitekture pogosto najdejo številne podobnosti med Ravnikarjevim Cankarjevim domom in primerljivim kulturno-kongresnim središčem Finlandia v Helsinkih, ki ga je zasnoval najslavnejši finski arhitekt Alvar Aalto.
Od 4. junija do 8. septembra 2011 je potekala prenovitev prvega preddverja, pri čemer so povišali višino stropa, zamenjali tapison z bambusovim parketom ter prenovili razsvetljavo; prenova je bila deležna kritike Društva arhitektov Ljubljana, Zveze društev arhitektov Slovenije, Zbornice za arhitekturo in prostor Slovenije, Muzeja za arhitekturo in oblikovanje, galerije Dessa in Zavoda Trajekt zaradi posega v arhitekturno podobo prostora.

## Dvorane

### Gallusova dvorana
Gallusova dvorana ima 1545 sedežev.

#### Orgle v Gallusovi dvorani
Orgle v Gallusovi dvorani so največje orgle v Sloveniji in hkrati tudi največja investicija v glasbilo v zgodovini slovenskega naroda (druge največje so v koprski stolnici). V današnjem denarju se njihova vrednost ocenjuje na 1.100.000 €. Premierno so bile predstavljene 23. septembra 1982 na koncertu z Orkestrom Slovenske filharmonije ob odprtju Gallusove dvorane.
Nekaj desettonski instrument so leta 1981 izdelali v berlinski delavnici Karla Schukeja (de), postavitev v dvorani je trajala skoraj pol leta, prav toliko časa pa tudi intoniranje in uglaševanje.
Orgle imajo štiri manuale in pedal, 5457 piščali pa je zbranih v 73 registrov z nemško (I, IV), francosko (II) in italijansko (III) zvočnostjo. Zračna turbina, povezana z elektromotorjem, lahko potisne v sapnice piščali kar 53 kubičnih metrov zraka na minuto.
Zasnova orgel v Gallusovi dvorani jasno sledi načelom orgelskega gibanja: jasna razdelitev piščalij, mehanska igralna traktura, sapnice s potegi in novobaročna dispozicija. V pročelju (prospektu) lahko jasno razločimo piščalja posameznih manualov. Tako je neposredno nad igralnikom piščalje IV manuala v žaluzijah (Brustwerk, nemški pozitiv), nad njimi v drugem nadstropju in v treh prospektnih poljih piščalje III, italijanskega manuala, neposredno nad III manualom so horizontalne španske trobente, nad njimi v tretjem nadstropju piščalje I manuala (Hauptwerk, glavni nemški manual) ter na desni strani piščalje pedala. II manual v žaluzijah (Schwellwerk, francoski manual) se nahaja za piščaljem I manuala.
Tretji, italijanski manual je zgodovinsko morda najzanimivejši, saj je posnetek orgel iz cerkve sv. Jurija v Piranu, ki jih je leta 1746 izdelal slavni beneški izdelovalec orgel Petar Nakić (Pietro Nacchini). Piščali III manuala so piranskim enake tako po obliki kot po menzurah.
Pedal je bogat, z dvema 32 čeveljskima registroma, od teh se 32' principal nahaja v prospektu (Praestant 32). Piščal najnižjega C tega registra je tudi največja piščal vseh slovenskih orgel, visoka je namreč 10 metrov.

##### Dispozicija (seznam registrov)[5]
| I Hauptwerk |                  |     |
| 1           | Præstant         | 16' |
| 2           | Principal        | 8'  |
| 3           | Rohrflöte        | 8'  |
| 4           | Gemshorn         | 8'  |
| 5           | Quinte           | 5⅓' |
| 6           | Octave           | 4'  |
| 7           | Spitzflöte       | 4'  |
| 8           | Quinte           | 2⅔' |
| 9           | Superoctave      | 2'  |
| 10          | Waldflöte        | 2'  |
| 11          | Cornet (g2) IV-V |     |
| 12          | Mixtur VI-VII    |     |
| 13          | Scharf IV        |     |
| 14          | Tompete          | 16' |
| 15          | Trompete         | 8'  |
| 16          | Trompeta real    | 8'  |
| 17          | Clarin brillante | 4'  |

| II Schwellwerk |                      |     |
| 18             | Bourdon              | 16' |
| 19             | Bourdon petit        | 8'  |
| 20             | Flute harmonique     | 8'  |
| 21             | Viola                | 8'  |
| 22             | Voix celeste         | 8'  |
| 23             | Montre               | 4'  |
| 24             | Flute douce          | 4'  |
| 25             | Nasard               | 2⅔' |
| 26             | Quarte de nasard     | 2'  |
| 27             | Tierce               | 1⅗' |
| 28             | Octavin              | 1'  |
| 29             | Fourniture V-VI      |     |
| 30             | Basson               | 16' |
| 31             | Trompette harmonique | 8'  |
| 32             | Hautbois             | 8'  |
| 33             | Clairon              | 4'  |
|                | Tremulant            |     |

| III Ital.werk |                          |     |
| 34            | Principali B/D           | 8'  |
| 35            | Ottava                   | 4'  |
| 36            | Decimaquinta (XV)        | 2'  |
| 37            | Decimanona (XIX)         | 1⅓' |
| 38            | Vigesima seconda (XXII)  | 1'  |
| 39            | Vigesima sesta (XXVI)    | ⅔'  |
| 40            | Vigesima nona (XXIX)     | ½'  |
| 41            | Trigesima terza (XXXIII) | ⅓'  |
| 42            | Trigesima sesta (XXXVI)  | ¼'  |
| 43            | Voce umana (d¹)          | 8'  |
| 44            | Flauto in VIII           | 8'  |
| 45            | Flauto in duodecima      | 2⅔' |
| 46            | Tromboncini B/D          | 8'  |

| IV Brustwerk |                 |     |
| 47           | Quinatön        | 8'  |
| 48           | Holzgedackt     | 8'  |
| 49           | Spitzgambe      | 8'  |
| 50           | Principal       | 4'  |
| 51           | Rohrflöte       | 4'  |
| 52           | Sesquialtera II |     |
| 53           | Blockflöte      | 2'  |
| 54           | Quinte          | 1⅓' |
| 55           | Octave          | 1'  |
| 56           | Cymbel III      |     |
| 57           | Regal           | 16' |
| 58           | Vox humana      | 8'  |
|              | Tremulant       |     |

| Pedal |                 |     |
| 59    | Præstant        | 32' |
| 60    | Principal       | 16' |
| 61    | Offenbass       | 16' |
| 62    | Subbass         | 16' |
| 63    | Octave          | 8'  |
| 64    | Gedackt         | 8'  |
| 65    | Gemshorn        | 8'  |
| 66    | Octave          | 4'  |
| 67    | Nachthorn       | 2'  |
| 68    | Rauschpfeife IV |     |
| 69    | Mixtur V        |     |
| 70    | Bombarde        | 32' |
| 71    | Posaune         | 16' |
| 72    | Trompete        | 8'  |
| 73    | Clarine         | 4'  |

Manualna in pedalna traktura: mehanska, obešena, sapnice na poteg
Registrska traktura in zveze: električne
Zveze: IV-P  III-P  II-P  I-P  IV-I  III-I  II-I  IV-II  III-II IV-III
Žaluzije: II in IV manual;     Crescendo, Tutti, spomin za prednastavitve registracij (elektronski)
V prospektu so piščali registrov: 34 (tri polja nad igralnikom), 16 in 17 (španske trobente, horizontalne), 1 (tri polja zgoraj levo), 59 (tri polja zgoraj desno)
Jezičniki: 14, 15, 16, 17, 30, 31, 32, 33, 46, 57, 58, 70, 71, 72, 73
Obseg: manuali C-c⁴, pedal C-g¹     Uglasitev: enakomerna, a¹ 440 Hz     Število vseh piščali: 5457 
Na orglah so se doslej predstavili sloveči umetniki orgelske glasbe: Naji Hakim, Gui Bovet, Olivier Latry, Hans Haselböck, Martin Haselböck, Simon Preston, Petr Eben, Lionel Rogg, Hans Fagius, Jennifer Bate, Gillian Weir, Daniel Roth, Marie Claire Alain, Wayne Marshall, Iveta Apkalna, Hubert Bergant, Renata Bauer, Angela Tomanič, Milko Bizjak, Tomaž Sevšek, Saša Frelih, Gunnar Idenstam, Pavel Kohout, Jaroslaw Tuma.

### Linhartova dvorana
Linhartova dvorana ima 562 sedežev.

## Druge dvorane in prostori
- Kosovelova dvorana, 212 sedežev
- Literarni klub Lili Novy, 80 sedežev
- Velika sprejemna dvorana
- Galerija Cankarjevega doma
- Štihova dvorana, 253 sedežev
- Dvorana Alme Karlin, 100 sedežev
- Dvorana Duše Počkaj, 60 sedežev

### Konferenčne dvorane
- Konferenčna dvorana E1, 80 sedežev
- Konferenčna dvorana E2, 80 sedežev
- Konferenčna dvorana E3, 80 sedežev
- Konferenčna dvorana E4, 80 sedežev
- Konferenčna dvorana M1, 100 sedežev
- Konferenčna dvorana M2, 20 sedežev
- Konferenčna dvorana M3, 60 sedežev
- Konferenčna dvorana M4, 60 sedežev